# Catedral de Condom
Catedral de Condom (em francês:  Cathédrale Saint-Pierre de Condom) é uma igreja católica e antiga catedral dedicada a São Pedro em Condom, Gers, na França. Foi listado como um monumento histórico em 1840. Antigamente, era a sede dos Bispos de Condom; a diocese foi adicionada à arquidiocese de Auch em 1822.